# Кировская (станция)
Кировская (укр. Кіровська) — грузопассажирская железнодорожная станция Крымской железной дороги в Крыму. Названа по Кировскому, пгт, в котором расположена.
На вокзале станции имеются зал ожидания, пригородные и дальние кассы, багажное отделение.

## Маршруты пригородного сообщения
- Феодосия — Кировская (2 пары);
- Керчь — Джанкой (2 пары);
- Феодосия — Симферополь (3 пары) с 1 июня 2020 года.

## Маршруты дальнего сообщения
- Севастополь — Керчь (№ 615/616);
- Симферополь — Ростов-на-Дону — Москва-Пассажирская-Казанская (№ 561/562).